# Дядюшки-гангстеры
«Дядюшки-гангстеры» (фр. Les Tontons flingueurs) — фильм, детективная кинокомедия режиссёра Жоржа Лотнера. Совместное производство Франции, ФРГ и Италии. С момента премьеры и до настоящего времени во Франции он считается культовым, главным образом за счёт остроумных диалогов, написанных Мишелем Одиаром.

## Сюжет
Фернан Надин (Вентура) — хозяин фирмы по ремонту и прокату специализированной автомобильной техники в городке Монтобан на юге Франции. В прошлом он гангстер, но более 15 лет назад отошёл от дел. Срочной телеграммой его вызывают в Париж. Давний товарищ Фернана — Луи-«Мексиканец», один из криминальных заправил, призывает его к своему смертному одру и требует во имя прошлой дружбы возглавить его бизнес, а также взять на себя воспитание дочери Патриции, девушки 20 лет. «Мексиканец» представляет Фернана своим сообщникам и умирает. Те, ожидая полной свободы после смерти босса, недовольны известием. Среди них выделяются две группы: под руководством братьев Вольфони (Блие и Лефевр), организаторов подпольного игорного бизнеса, и под руководством Тео (Франк), торговца нелегальным алкоголем. Опереться Надин может только на мэтра Фоле (Бланш) — юриста «Мексиканца», Жана (Дальбан) — его дворецкого и Паскаля (Венантини), личного телохранителя. Фернан поселяется в особняке «Мексиканца», где в качестве «дядюшки», приехавшего из-за рубежа, знакомится с дочерью покойного Патрицией (Синьен) и её женихом Антуаном Делафуа (Риш). Сторонник традиционных семейных ценностей, Надин требует от девушки продолжения заброшенной учёбы и отказа от связи с Антуаном.
Тем временем бизнес приходит в упадок. Все отказываются платить новому боссу, мотивируя это общим спадом в экономике. Кулаками и пистолетом Фернан добивается кажущегося послушания, но в последующие дни покушения на нового главаря следуют одно за другим. Он склонен винить в них братьев Вольфони (хотя зрителю известно, что за этим стоит группировка Тео). После очередной стычки Фернан возвращается в особняк, где застаёт разгульную пьяную вечеринку студентов, друзей Патриции. Исполняя роль доброго дядюшки, он устраивается на кухне, где вместе с мэтром Фоле и дворецким Жаном готовит для компании бутерброды. Неожиданно со своими требовании о разрыве бизнеса появляются братья Вольфони. Жан успешно разоружает их, и беседа продолжается за кухонным столом вполне мирно. Мужчины желают выпить, но студенты уничтожили все запасы спиртного в доме. В ход идёт «Сuite au vitriol» — самогонный напиток «времён „Мексиканца“, с нотками яблок и свёклы, гнали бы и дальше, да покупатели стали слепнуть». Крепкое пойло после первой бутылки погружает стареющих гангстеров в ностальгию о прошедших временах, а после второй будит в них отцовские чувства. Они требуют от молодёжи прекратить аморальное поведение и разгоняют большую компанию по домам.
Утром возмущённая Патриция собирает вещи и покидает дом. Фернан находит её у Антуана Делафуа. Там он узнаёт о том, что отец юноши — вице-президент Международного валютного фонда. Отношение его к Антуану резко меняется. Познакомившись с Делафуа-старшим, Фернан даёт согласие на свадьбу «племянницы». В день торжественной церемонии, перед самым её началом, Надин с помощниками вступает в решающую схватку с группировкой Тео и полностью уничтожает врага. Сам их лидер Тео гибнет в машине прямо у лестницы в храм, где идёт обряд венчания. На нём в качестве благообразных и радостных родственников присутствуют лидеры других противостоящих ранее группировок.

## В ролях
- Лино Вентура — Фернан Надин
- Франсис Бланш — мэтр Фоле, личный юрист «Мексиканца»
- Бернар Блие — Рауль Вольфони
- Жан Лефевр — Поль Вольфони
- Хорст Франк — Тео
- Жак Дюмениль — Луи-«Мексиканец»
- Робер Дальбан — Жан, дворецкий «Мексиканца»
- Венантино Венантини — Паскаль, телохранитель «Мексиканца»
- Сабина Синьен — Патриция, дочь «Мексиканца»
- Клод Риш — Антуан Делафуа, жених Патриции
- Пьер Бертен — Адоль Амеди Делафуа, отец Антуана, вице президент МВФ
- Шарль Ренье — «Помидор»

## История съёмок
В 1962 году Мишель Одиар предлагает студии Gaumont снять фильм по новелле своего друга Альбера Симонена «Виновен или не виновен» («Grisbi or not grisbi», 1955 год). Это третья книга из цикла автора о Максе-«Лжеце», две первые из которых были удачно экранизированы с участием Жана Габена: «Не тронь добычу» (1954 год) и «Месть простофиль» (1961 год). Однако Габен отклонил предложение, поскольку был занят в съёмках фильма «Мелодия из подвала» и, кроме того, молодой режиссёр Жорж Лотнер хотел прийти полностью со своей командой, что не устраивало актёра. Роль предложили Лино Вентуре, тот согласился, хотя первоначально возражал против пародийности и комизма характера своего персонажа. В оригинале роман описывает войну между братьями Вольфони и Максом-«Лжецом». Поскольку от старого мэтра был получен отказ, а сам Вентура в первом фильме играл его противника Анжело, было решено сменить главному персонажу имя на Фернана Надина. Кроме того, в сценарий была добавлена сюжетная линия с дочерью «Мексиканца» и её женихом.
Чтобы минимизировать финансовые риски от работы с относительно молодым режиссёром, Gaumont привлекла к производству две иностранные студии: Corona Filmproduktion (ФРГ) и Ultra Film (Италия). Съёмки начались весной 1963 года в департаменте Ивелин центральной Франции. Дом «Мексиканца» — реально существующий особняк, который студия Gaumont арендовала на один год. Знаменитую «пьяную» сцену на кухне снимали в настоящем интерьере. При этом, вопреки расхожему мнению, все участники съёмок в действительности были абсолютно трезвы. В период монтажа Жорж Лотнер окончательно превратил фильм в комедию, чем вызвал открытое недовольство не только руководства студии, но даже членов съёмочной группы. Однако в год выхода картину посмотрели более трёх миллионов человек, она не сходила с экранов несколько месяцев и стала третьей по успешности лентой 1963 года после «Муж моей жены» и «Мелодия из подвала».

## Художественные особенности и критика
При всей комичности, визуально фильм стилизован под гангстерский нуар 1950-х годов. Обозреватель Le Figaro считает, что эта картина завершает ту эпоху, после неё детективный жанр уже никогда не будет прежним: прямолинейных и открытых героев сменят персонажи расчётливые.
Признавая культовый статус фильма, тонкий юмор диалогов, звёздный состав актёров, некоторые критики считают его затянутым, тяжеловесным и даже скучным.
Одной из главных сцен фильма является беседа немолодых гангстеров на кухне, когда они выпивают крепкий самогон и, сильно захмелев, проявляют скрытые черты своего характера. Целесообразность включения эпизода в сценарий оспаривалась Мишелем Одиаром, но была добавлена в картину по настоянию режиссёра в качестве цитаты из любимого им фильма «Ки-Ларго».
Важной составляющей фильма является музыка Мишеля Маня. Композитором была предложена всего одна музыкальная тема, которая для каждой ситуации аранжирована в разных стилях: барокко, рок, вальс, фолк и так далее. Причём использованы всего четыре ноты, соответствующие звукам четырёх колоколов собора Парижской Богоматери. Даже исполненная соната — якобы неизвестное произведение Корелли, — сочинена Мишелем Манем.

## Культурное влияние
Во франкоязычном оригинале фильм изобилует фразами и диалогами, ставшими крылатыми для нескольких поколений французов. Наиболее известным считается мем Лулу из Нанта (Lulu La Nantaise) — женщины, которая лишь единожды упоминается в диалоге на кухне:
Рауль Вильфони: Знаете, что мне это напоминает? Попойку в небольшом притоне «Красные шторы» в Бьенхоа близ Сайгона, мадам — блондинка экстра класса... Господи, как её звали?

Фернан: Лулу из Нанта.

Рауль Вильфони: Вы знакомы?
Сейчас «Lulu La Nantaise» называются кафе, бары, рестораны в Париже, Нанте, Монтобане, Монреале; группа, исполняющая джаз-рок; линия детской одежды. Пятидесятилетие премьеры фильма в октябре 2013 года отмечали в Нанте как общегородской праздник с демонстрацией фильмов Жоржа Лотнера, выступлениями оставшихся в живых участников съёмочной группы, дегустацией «коктейлей из свёклы, от которых слепнут». Одна из улиц города временно была переименована в Les Tontons flingueurs.

## Интересные факты
- Герой Жана Лефевра во время сцены на кухне никак не мог выдавить «пьяную» слезу. Режиссёр тайно смешал в одном из стаканов коньяк, виски, грушевый сок и перец. Жан Лефевр сделал большой глоток и неожиданное действие острого напитка вызвали слёзы его персонажа Поля Вольфони и фразу «здесь есть вкус яблока»[5].
- Во время схватки на нелегальном спиртном заводе герой Лино Вентуры борется с Анри Коганом, актёром и каскадёром, который ранее занимался борьбой. Именно он в 1950 году завершил спортивную карьеру Вентуры, во время поединка сломав ему ногу. Однако также он привёл Лино в кинематограф[6].